# Lattenkamp
Lattenkamp – stacja metra hamburskiego na linii U1. Stacja została otwarta 1 grudnia 1914. 

## Położenie
Stacja metra jest równoległa do tytułowej Lattenkamp na wschodzie i Bebelallee na zachodzie, kilka metrów na północ od niej przecina Straße Meenkwiese. Kompleks posiada jeden centralny peron na nasypie. w centralnej części znajdują się dwie klatki schodowe i windy, w budynku dostępnym z poziomu ulicy.